# ZA-316
La ZA-316 es una carretera autonómica perteneciente a la Red Complementaria Local de carreteras de la Junta de Castilla y León. El inicio de esta carretera está en el punto kilométrico 64,000 de la carretera CL-527, en la localidad de Fermoselle, y acaba en el L.P. de Salamanca, donde la carretera continúa como SA-316. La longitud de esta carretera es de 6 km.
La carretera consta de una sola calzada, con un carril para cada sentido de circulación y tiene un ancho de plataforma inferior a 6 metros. Su limitación de velocidad es de 70 km/h, debido a la estrechez de la carretera y sus numerosas curvas.

## Nomenclatura
Hasta 2002, la ZA-316 tenía la denominación de C-525. La ZA-316 es un tramo de dicha carretera, que además estaba formada por otros tres tramos:
- SA-215 que corresponde con el tramo que va de la carretera SA-220 a la carretera N-620.
- SA-315 que corresponde con el tramo que va de la carretera N-620 a Trabanca.
- SA-316 que corresponde con el tramo que va de Trabanca a L. P. Zamora.

## Localidades de paso
Ninguna

## Tramos

### Situación actual
| Tramo                                   | PK Inicio | PK Final | Longitud | Sección actual |
| --------------------------------------- | --------- | -------- | -------- | -------------- |
| Fermoselle ( CL-527 )-L.P. de Salamanca | 0,000     | 6,000    | 6,000    | <6/10          |

### Actuaciones previstas en el Plan Regional Sectorial de Carreteras 2008-2020 de la Junta de Castilla y León[1]
| Tramo                                   | PK Inicio | PK Final | Longitud | Actuación | Sección final | Valoración Mill. € | Sección inicial | Estado de la Actuación |
| --------------------------------------- | --------- | -------- | -------- | --------- | ------------- | ------------------ | --------------- | ---------------------- |
| Fermoselle ( CL-527 )-L.P. de Salamanca | 0,000     | 6,000    | 6,000    | Mejora    | ¿?            | 1,08               | <6/10           | En estudio informativo |

## Trazado
La carretera ZA-316 comienza en el punto kilométrico 64,050 de la CL-527 en la localidad de Fermoselle. Desde aquí, la carretera continúa hacia el sur, descendiendo un pequeño puerto y atravesando finalmente el río Tormes a través del Puente Romano de San Lorenzo. A partir de este la carretera pasa a la provincia de Salamanca y continúa con la denominación de SA-316.

## Cruces
| Fermoselle (Intersección con ) - Trabanca (Intersección con ) | Fermoselle (Intersección con ) - Trabanca (Intersección con ) | Fermoselle (Intersección con ) - Trabanca (Intersección con ) | Fermoselle (Intersección con ) - Trabanca (Intersección con ) | Fermoselle (Intersección con ) - Trabanca (Intersección con ) | Fermoselle (Intersección con ) - Trabanca (Intersección con ) | Fermoselle (Intersección con ) - Trabanca (Intersección con ) | Fermoselle (Intersección con ) - Trabanca (Intersección con ) | Fermoselle (Intersección con ) - Trabanca (Intersección con ) | Fermoselle (Intersección con ) - Trabanca (Intersección con ) | Fermoselle (Intersección con ) - Trabanca (Intersección con ) |
| Esquema                                                       | PK                                                            | Sentido Trabanca (creciente)                                  | Sentido Trabanca (creciente)                                  | Sentido Trabanca (creciente)                                  | Sentido Trabanca (creciente)                                  | Sentido Fermoselle (decreciente)                              | Sentido Fermoselle (decreciente)                              | Sentido Fermoselle (decreciente)                              | Sentido Fermoselle (decreciente)                              | Incidencias                                                   |
| Esquema                                                       | PK                                                            | Velocidad                                                     | Elemento                                                      | Salida                                                        | Salida                                                        | Salida                                                        | Salida                                                        | Elemento                                                      | Velocidad                                                     | Incidencias                                                   |
| Esquema                                                       | PK                                                            | Velocidad                                                     | Elemento                                                      | Dir.                                                          | Nombre                                                        | Nombre                                                        | Dir.                                                          | Elemento                                                      | Velocidad                                                     | Incidencias                                                   |
| ------------------------------------------------------------- | ------------------------------------------------------------- | ------------------------------------------------------------- | ------------------------------------------------------------- | ------------------------------------------------------------- | ------------------------------------------------------------- | ------------------------------------------------------------- | ------------------------------------------------------------- | ------------------------------------------------------------- | ------------------------------------------------------------- | ------------------------------------------------------------- |
|                                                               | 0,0                                                           |                                                               |                                                               |                                                               | Portugal                                                      | Portugal                                                      |                                                               |                                                               |                                                               | Ninguna                                                       |
|                                                               | 0,0                                                           | Trabanca                                                      |                                                               |                                                               |                                                               |                                                               |                                                               |                                                               |                                                               | Ninguna                                                       |
|                                                               | 0,0                                                           | Bermillo de Sayago Zamora                                     |                                                               |                                                               |                                                               |                                                               |                                                               |                                                               |                                                               | Ninguna                                                       |
|                                                               | 0,5                                                           |                                                               |                                                               |                                                               | Calle Eras Casa del Parque                                    | Calle Eras Casa del Parque                                    |                                                               |                                                               |                                                               |                                                               |
|                                                               | 0,5                                                           | Trabanca                                                      |                                                               |                                                               |                                                               |                                                               |                                                               |                                                               |                                                               |                                                               |
|                                                               | 0,5                                                           | Calle Rodera                                                  |                                                               |                                                               |                                                               |                                                               |                                                               |                                                               |                                                               |                                                               |
|                                                               | 0,5                                                           | Calle Moralina                                                |                                                               |                                                               |                                                               |                                                               |                                                               |                                                               |                                                               |                                                               |
|                                                               | 0,5                                                           | Bermillo de Sayago Portugal                                   |                                                               |                                                               |                                                               |                                                               |                                                               |                                                               |                                                               |                                                               |
|                                                               | 0,85                                                          |                                                               |                                                               | FERMOSELLE                                                    | FERMOSELLE                                                    | FERMOSELLE                                                    | FERMOSELLE                                                    |                                                               |                                                               | Ninguna                                                       |
|                                                               | 3,0                                                           |                                                               | 2,9 km                                                        | Puerto de Montaña                                             | Puerto de Montaña                                             | Puerto de Montaña                                             | Puerto de Montaña                                             | 2,9 km                                                        |                                                               |                                                               |
| 5,9                                                           |                                                               |                                                               | 2,9 km                                                        | Puerto de Montaña                                             | Puerto de Montaña                                             | Puerto de Montaña                                             | Puerto de Montaña                                             | 2,9 km                                                        |                                                               |                                                               |
|                                                               | 6,0                                                           |                                                               |                                                               | Puente de San Lorenzo Río Tormes                              | Puente de San Lorenzo Río Tormes                              | Puente de San Lorenzo Río Tormes                              | Puente de San Lorenzo Río Tormes                              |                                                               |                                                               | Ninguna                                                       |
| Trabanca                                                      | 6,0                                                           |                                                               |                                                               |                                                               |                                                               |                                                               |                                                               |                                                               |                                                               | Ninguna                                                       |